# Aeroportul Richmond County
Aeroportul Richmond County (IATA: RCZ, ICAO: KRCZ, FAA LID: RCZ) este un aeroport din Carolina de Nord, Statele Unite ale Americii ce deservește zona Rockingham⁠(d).
Situat la o altitudine de 109 m, aeroportul dispune de 2 piste.

## Infrastructură

### Piste
Aeroportul dispune de 2 piste. Pista 04/22 are suprafața de Iarbă și dimensiunile 3.009 picioare × 488 picioare. Pista 14/32 are suprafața de asfalt și dimensiunile 5.001 picioare × 100 picioare. 